# Glomospora empetri
Glomospora empetri är en svampart som beskrevs av D.M. Hend. 1961. Glomospora empetri ingår i släktet Glomospora och familjen Platygloeaceae.   Inga underarter finns listade i Catalogue of Life.